# Burgajcie
Burgajcie (lit. Burgaičiai) – wieś na Litwie, w okręgu mariampolskim, w rejonie szakowskim.